# Nashville (Indiana)
Nashville è un comune degli Stati Uniti d'America, situato nello Stato dell'Indiana, nella contea di Brown, della quale è il capoluogo.